# Мария Попова (семиотик)
Вижте пояснителната страница за други личности с името Мария Попова.
Мария Николова Шишеджиева-Попова е български семиотик и културолог. Почетен професор на Нов български университет.

## Биография
Мария Попова завършва висше образование в Машинно-електротехническия институт в София със специалност Радиоинженерство и акустика. Кандидат е на техническите науки с дисертация на тема „Теоретични и експериментални изследвания върху оценката на качеството на пренасяната по телефонен тракт реч“ (1976) и доктор на психологическите науки с дисертация на тема „Процесът на речевото общуване: теоретически и експериментални изследвания“ (1985). Професионалната ѝ хабилитация е със специалност социална психология и културология. Старши научен сътрудник II степен (1986) и старши научен сътрудник I степен (1994).
Ръководител на департамент „Антропология“ в Нов български университет (1993 – 1996), декан на Свободен факултет на НБУ (1993 – 1997), декан на Бакалавърски факултет (1997 – 2000), а от 2000 г. – директор на Центъра за продължаващо обучение. От 1995 г. е ръководител на Международната ранноесенна школа по семиотика.
През 1996 г. основава Югоизточноевропейския център за семиотични изследвания към НБУ, който ръководи до 2007 г. Директор на докторска програма по семиотика към НБУ.

## Членство в научни организации
Професор Попова е председател на Българско семиотично дружество от 2000 г., член на изпълнителния комитет на Балканската асоциация за семиотични изследвания и член на Изпълнителния комитет на Международната асоциация за семиотични изследвания (на английски: International Association for Semiotic Studies (IASS)). Член е и на Съюза на учените в България.

## Признание
На 21 май 2007 година удостоена със званието „Почетен професор на Нов български университет“ за цялостния ѝ принос към Нов български университет и като основател на Югоизточноевропейски център за семиотични изследвания, на Международната ранноесенна школа по семиотика и магистърска и докторска програма по семиотика.